# 웹사이트 빌더
웹사이트 빌더(Website builder)는 일반적으로 웹사이트 구축을 수동 코드 편집 없이 가능하게 하는 도구이다. 이들은 두 가지 범주로 나뉜다.
- 웹 호스팅 서비스 회사에서 제공하는 온라인 사유 소프트웨어 도구. 이는 일반적으로 서비스 사용자가 자신의 웹사이트를 구축하기 위한 것이다. 일부 서비스는 사이트 소유자가 다른 도구(상용 또는 오픈 소스 소프트웨어)를 사용하도록 허용하며, 이 중 더 복잡한 것은 저작물 관리 시스템으로 설명될 수도 있다.
- 웹사이트의 페이지를 생성 및 편집한 다음 이 페이지를 모든 호스트에 게시하는 데 사용되는 개인용 컴퓨터에서 실행되는 응용 소프트웨어. (이들은 종종 "웹사이트 빌더"라기보다는 "웹사이트 디자인 소프트웨어"로 간주된다.)

## 역사
HTML로 수동으로 작성된 최초의 웹사이트는 1991년 8월 6일에 만들어졌다.
시간이 지나면서 웹 페이지 디자인을 돕는 소프트웨어가 만들어졌다. 예를 들어, 마이크로소프트는 1995년 11월에 프론트페이지를 출시했다.
1998년까지 드림위버는 업계 선두주자로 자리매김했지만, 일부에서는 이러한 소프트웨어로 생성된 코드의 품질이 과장되고 HTML 테이블에 의존적이라고 비판했다. 업계가 W3C 표준으로 이동함에 따라 드림위버와 다른 소프트웨어는 규정을 준수하지 않는다는 비판을 받았다. 규정 준수는 시간이 지남에 따라 개선되었지만, 많은 전문가들은 여전히 손으로 최적화된 마크업을 작성하는 것을 선호한다.
오픈 소스 도구는 일반적으로 표준에 따라 개발되었으며, 당시 지배적이던 인터넷 익스플로러의 표준 위반에 대해 예외를 덜 두었다.
W3C는 1996년에 웹 기술을 완벽한 웹 클라이언트로 선보이기 위해 어마야를 시작했다. 이는 단일하고 일관된 환경에서 많은 W3C 기술을 통합하는 프레임워크를 제공하기 위함이었다. 어마야는 HTML 및 CSS 편집기로 시작하여 현재는 XML, XHTML, MathML, SVG를 지원한다.
지오시티즈는 기술적인 기술이 전혀 필요 없는 최초의 현대적인 사이트 빌더 중 하나였다. 1994년에 출시된 지 5년 후, 야후!는 이를 36억 달러에 인수했다. 시대에 뒤떨어지자 2009년 4월에 폐쇄되었다.

## 같이 보기
- HTML 편집기 비교
- HTML 편집기 목록
- 웹 디자인
- HTML 편집기
- 비주얼 에디터